# Simon Strübin
Simon Strübin (n. 21 martie 1979, Zürich, cantonul Zürich, Elveția) este un jucător de curl ce a reprezentat Elveția, medaliat olimpic. A participat la 2 ediții ale Jocurilor Olimpice (2006, 2010) în care a câștigat o medalie de bronz.